# Proton Mail

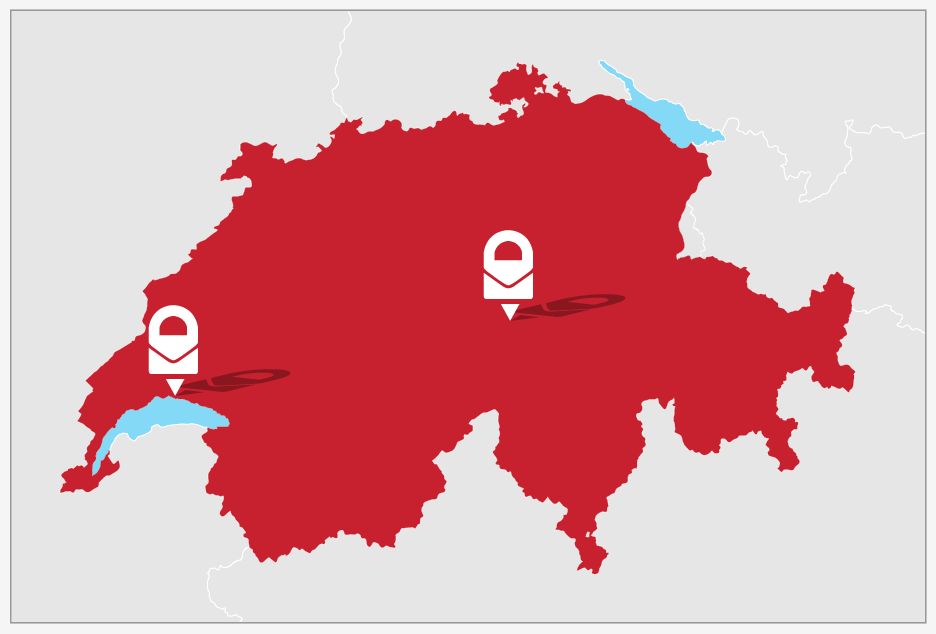
描绘瑞士Proton Mail服务器位置的地图：洛桑（左）和阿廷豪森 [Attinghausen]（右）

Proton Mail是一个端到端加密的电子邮件服务，由在歐洲核子研究組織（CERN）研究设施工作过的科学家于2013年在瑞士日内瓦创立。 Proton Mail使用客户端加密来保护电子邮件内容和用户数据，然后再发送到Proton Mail服务器，这与Gmail和Outlook.com等其他普通电子邮件供应商不同。该服务可以通过网络邮件客户端、Tor网络或专用的iOS和Android应用程序访问。
Proton Mail由其母公司Proton AG经营，该公司位于日内瓦州。 该公司还经营ProtonVPN，一项VPN服务。Proton Mail通过众筹活动获得初始资金。虽然默认的账户设置是免费的，但该服务由可选的付费服务来维持。最初只有邀请，Proton Mail在2016年3月向公众开放。2017年，Proton Mail有200多万用户， 到2018年9月增长到500多万， 到2019年底达到2000万， 到2020年超过5000万。

## 历史

### 发展
2014年5月16日，Proton Mail进入公开测试阶段。它得到了足够的响应，以至于三天后他们需要暂时停止测试注册以扩大服务器容量。两个月后，Proton Mail通过Indiegogo上的众筹活动从10,576名捐助者那里获得550,377美元，而目标是100,000美元。在该活动期间，PayPal冻结了Proton Mail的PayPal账户，从而阻止提取价值251,721美元的捐款。PayPal表示，账户被冻结的原因是对加密的合法性有疑问，反对者说这种说法是没有根据的。
2015年3月18日，Proton Mail从Charles River Ventures和Fondation Genevoise pour l'Innovation Technologique（Fongit）获得200万美元。 2015年8月14日，Proton Mail发布了2.0主要版本，其中包括为其网络界面重新编写的代码库。2016年3月17日，Proton Mail发布了3.0主要版本，标志着Proton Mail从测试版正式推出。随着网络客户端的新界面，3.0版本还包括公开推出Proton Mail的iOS和Android测试版应用程序。
2017年1月19日，Proton Mail宣布支持通过Tor，隐藏的服务地址protonirockerxow.onion（随着洋葱服务v2版本的弃用，该地址已不可用）2017年11月21日，Proton Mail推出了Proton Mail Contacts，一个零访问的加密联系人管理器。Proton Mail联系人还利用数字签名来验证联系人数据的完整性。 2017年12月6日，Proton Mail推出了Proton Mail Bridge，这是一个为任何支持IMAP和SMTP的桌面客户端提供端到端电子邮件加密的应用程序，如Microsoft Outlook、Mozilla Thunderbird和Apple Mail，用于Windows和MacOS。
2018年7月25日，Proton Mail引入了地址验证和Pretty Good Privacy（PGP）支持，使Proton Mail与其他PGP客户端具有互通性。 2019年12月，Proton Mail推出了 "ProtonCalendar"，一个完全加密的日历。
后台的源代码仍然是闭源的。 然而，Proton Mail在开源许可下发布了网页界面的源代码。 Proton Mail还开源了他们的iOS和Android的移动客户端，以及Proton Mail Bridge应用程序。他们所有的源代码都可以在GitHub上找到。
2020年9月，据了解，Proton Mail已经加入了应用程序公平联盟，该联盟旨在为他们的应用程序在应用程序商店中的收录争取更好的条件。

### DDoS攻击
从2015年11月3日至7日，Proton Mail遭受了几次阻斷服務攻擊，使用户基本无法使用该服务。 在攻击期间，该公司在Twitter上表示，它正在瑞士寻找一个新的数据中心，并说："由于对我们的攻击的规模，许多人都很害怕。" 。
2018年7月，Proton Mail报告说它再次遭受了DDoS攻击。首席执行官Andy Yen声称，攻击者是由一个不知名的人支付的，以发起攻击。 2018年9月，Proton Mail的一名疑似攻击者被英国执法部门逮捕，并被指控与其他一系列针对学校和航空公司的高调网络攻击有关 。

### 在白俄罗斯受阻
2019年11月15日，Proton证实，白俄罗斯共和国政府已经在全国范围内对Proton Mail和ProtonVPN的IP地址进行了封锁。4天后，该封锁不再存在。没有向Proton Mail解释封锁的原因，也没有解释封锁被取消的原因。

### 在俄罗斯的封锁
2020年1月29日，俄罗斯联邦通信信息技术和大众传媒监督局报告说，它已经在俄罗斯联邦境内完全封锁了Proton Mail的服务。 作为封锁的一个原因，它引用了Proton Mail拒绝提供与据称发送恐怖威胁的垃圾邮件的账户有关的信息。  然而，Proton Mail声称它没有收到俄罗斯当局关于任何此类账户的请求。 为了回应封锁，Proton Mail的Twitter账户建议合法用户通过VPN或Tor规避封锁。
2020年3月，该公司宣布，尽管俄罗斯的禁令并不特别成功，而且该服务在俄罗斯仍然可以在不利用VPN的情况下使用，但Proton Mail将在Proton Mail和ProtonVPN桌面和移动应用程序中发布新的反审查功能，这将允许更多的封锁尝试被自动规避。

### 遵守瑞士法院命令和IP记录
根据Proton Mail的透明度报告，它在法律上有义务遵守瑞士法院的命令，在2020年，ProtonMail收到了来自瑞士当局的3,572个命令，并对其中的750个提出异议。
不同服務下的不同隐私政策
由於使用加密技术，Proton Mail在任何情況下並無法移交加密電子郵件的內容，不過2021年9月5日根據官方隐私政策表示，指出 "如果你违反了瑞士法律，Proton Mail是可以依法强制提交你的IP地址记录，作为瑞士刑事调查的一部分。" 为此，该公司强烈建议用户，如果您需要隐藏身份不想讓瑞士政府識別出您的用戶活動紀錄，那麼强烈建议用户可選用该公司的ProtonVPN服务。 
2022年5月，除了更新Proton Mail隱私政策之外，並明確為其Proton VPN服務做出了兩相區隔的隱私政策，該政策根據瑞士法律具有不同的待遇，並且後者（ProtonVPN）具有更嚴格的獲得外部審核確認的無日志紀錄政策。
2021年涉及國際刑事案件
2021年受到國外矚目的、涉及瑞士法院命令的刑事案件，包括在美国涉及对著名免疫学家安东尼-福奇（Anthony Fauci）进行死亡威胁的案件，以及歐洲氣候議題的社會運動成員的案件。
涉及对著名免疫学家安东尼-福奇（Anthony Fauci）进行死亡威胁的案件
由于《瑞士刑法》第271条禁止瑞士公司向外国当局提供数据，美国当局向瑞士政府请求协助。在该案中，Proton Mail只能提供一个账户创建日期。
涉及氣候議題運動成員的案件
2021年9月5日，Proton Mail证实它在收到具有法律约束力的瑞士法院命令后，依法被迫交出被控盗窃和破坏财产的法国社會運动成員的IP地址。 
2021年9月6日，Proton Mail被指出由于受到欧洲刑警组织的法律要求，向欧洲刑警组织提供了有关“青年为气候（Youth for Climate）”组织成员的登录IP和设备类型信息。據TechCrunch報導，Proton Mail是接受歐洲刑警組織的法律要求而提供涉嫌有著「極端犯罪行為」用户的IP地址。相关涉案活动家被捕后，Proton Mail从网站上删除了 "we don't log your IP（我们不会记录你的IP ）"的说法。
具體消息指涉事組織為2018年成立的Youth for Climate，主要關注氣候問題，近年曾在法國的示威活動中佔領私人地方，與警察發生衝突：法國警方是經歐洲刑警要求電郵公司提供使用資料，最終公司交出一系列數據包括電郵設立日期、IP 地址，以及使用該電郵的設備名稱及號碼。
提出異議的上訴結果
在這些案件之後，2021年10月在瑞士法院Proton Mail贏得了一項重要的勝利，確認了電子郵件服務不能被視為電信提供商，因此不受對電信提供者施加的數據保留要求的約束。

## 加密技术
Proton Mail使用公钥加密和对称加密协议的组合来提供端到端且零存取的加密。当用户创建一个Proton Mail账户时，他们的浏览器会生成一組RSA密钥對:
- 公鑰用以加密用戶郵件與其他資料。
- 用來解密上述資訊的私鑰以用戶密碼進行對稱式加密，亦即需要用戶密碼才能解密私鑰，進而解密上述資料。

解密私鑰的過程完全在用戶的瀏覽器中執行，在雙密碼模式下，一組密碼用於登入，另一組密碼用於解密用戶的私鑰，用於解密用戶私鑰的密碼不會被傳送到遠端伺服器，即監聽者與Proton官方都不會經手解密密碼。單密碼模式中，伺服器將會使用 Secure Remote Password protocol 對瀏覽器進行驗證，完整的密碼依然不會傳送到瀏覽器之外。
若忘記密碼，恢復帳戶的程序分為兩個部分：帳戶恢復與資料恢復。鑑於Proton並未保管未解密的用戶私鑰，獲得帳號的存取權並不等於獲得資料的存取權，簡單來說，你可能可以繼續以某個郵箱地址收發信件但無法取回重設前的資料。
- 要恢復帳號，可以藉由設置備援電子信箱、手機與短句執行。這些材料可以讓你取回帳號的使用權。
- 要恢復資料，需要金鑰檔案或是復原短句，這可以讓你重新存取加密的資料。

這樣的設計讓Proton可以避免下列問題：
- 保管用戶未加密的資料。
- 意外洩漏用戶未加密的資料。
- 在法院要求或强制命令下解密邮箱 [48]

Proton Mail完全支持HTTPS，并使用TLS与瞬时密钥交换来加密用户和Proton Mail服务器之间的所有互联网流量。在2021年10月11日前，他们的4096位RSA SSL证书由QuoVadis Trustlink Schweiz AG签署，并支持扩展验证、证书透明度、公钥插值和严格的传输安全。Proton Mail拥有Qualys SSL实验室的 "A+"评级。在這之後，他們改用了 Let's Encrypt做為他們的證書頒發機構。
2015年9月，Proton Mail在其网页界面和移动应用中增加了对PGP的本地支持。这使得用户可以将他们的Proton Mail PGP编码的公钥输出给Proton Mail之外的其他人，使他们能够使用该密钥进行电子邮件加密。Proton Mail团队计划支持从Proton Mail向外部用户进行PGP加密。
零存取的一个缺点是， Proton無法藉由伺服器幫助用戶搜尋郵件。作為替代，用戶可以在瀏覽器下載郵件並為其建立索引，然而当信箱大於瀏覽器所能處理的限制時，用户很难缩小他们的搜索目标，这个问题就会越来越严重。Proton 提供限定日期區間來縮小搜尋範圍的選項，另一个解决方法是使用Proton Mail Bridge下载并解密邮件，并在本地搜索它们 。

### 邮件发送
从一个Proton Mail邮件帐户发送到另一个Proton Mail邮件帐户的电子邮件会自动使用收件人的公钥加密。加密后，只有接收方的私钥才能解密消息。当收件人登录时，他的邮箱密码解密他的私钥并解锁他的收件箱。
从Proton Mail发送到非Proton Mail电子邮件地址的电子邮件可以选择以纯文本或端到端加密的方式发送。在加密的情况下，邮件会在用户提供的密码下用AES加密。收件人会收到一个Proton Mail网站的链接，他们可以在上面输入密码并阅读解密后的邮件。Proton Mail假定发件人和收件人已经通过其他管道交换了这个密码。 这种电子邮件可以被设置为在一段时间后自毁。

## 位置与安全
Proton Mail和ProtonVPN都位于瑞士，以避免来自 "十四眼联盟 "下的国家和/或像美国 "爱国者法案 "这样的政府监控法或法律范围之外的任何监控或信息要求。
该公司声称，它位于瑞士也是因为其严格的隐私法。 。
2020-2021年，气候活动家在法国被捕，因为Proton Mail记录并向当局传送了IP地址（应法国警方通过欧洲刑警组织向瑞士联邦司法和警察部提出的要求）。

## 数据中心
Proton Mail拥有并维护自己的服务器硬件和网络，以避免第三方。它有两个数据中心作为备份，一个在洛桑，另一个在 Attinghausen（位于1000米（3300英尺）的花岗岩下的前K7军事碉堡）。由于服务器位于瑞士，它们在法律上不属于欧盟、美国和其他国家的管辖范围。根据瑞士法律，所有来自外国的监控请求都必须经过瑞士法院，并受到国际条约的约束。潜在的监控目标会被及时通知，并可以在法庭上对请求提出上诉。
每个数据中心都在网络、邮件和SQL服务器之间使用负载平衡，使用冗余电源，使用全磁盘加密的硬盘，并独家使用Linux和其他开源软件。2014年12月，ProtonMail加入了RIPE NCC，以努力对周围的互联网基础设施进行更直接的控制 。

## 双因素身份验证
Proton Mail目前支持在登录过程中使用TOTP令牌的双因素认证。 截至2019年10月，根据Proton Mail官方博客，对YubiKey和FIDO物理安全密钥的U2F支持目前正在开发中，并将在v4.0发布后不久推出 。

## 账户类型
Proton Mail以前提供多种付费方案如下，目前該資料已不適用：
| 方案         | 每日收信及发信量   | 档案夹/标签 | 储存空间 | Email地址数量 | 使用者数量                         | 自定义域名(custom domain) | 价格                                 | 客服支援            |
| ------------ | ------------------ | ----------- | -------- | ------------- | ---------------------------------- | ------------------------- | ------------------------------------ | ------------------- |
| Free         | 50封/小时&150封/日 | 3/3         | 500 MB   | 1 个          | 1 个                               | -                         | 免费                                 | 有限支持 ( < 7天)   |
| Plus         | 300封/小时&1000/日 | 200/200     | 5 GB     | 5 个          | 1 个                               | 1 个                      | $5/月 或 $48/年 或 $79/两年          | 支持 ( < 24小时)    |
| Professional | 无限               | 无限        | 5 GB     | 5 个          | 预设 1 个 - 最多至5000个(企业方案) | 2 个                      | $8/月 或 $75/年 或 $129/两年         | 优先支持 ( < 6小时) |
| Visionary    | 无限               | 无限        | 20 GB    | 50 个         | 预设 6 个(家庭方案 + VPN Plus方案) | 10 个                     | $30.00/月 或 $288.00/年 或 $479/两年 | 优先支持 ( < 6小时) |

详情请看：https://proton.me/mail/pricing （页面存档备份，存于）
1. 1 2 3  自定义域名可使用SPF、DKIM和DMARC。[63]
2. ↑  包含ProtonVPN。[62]

## 流行文化
Proton Mail 曾于美剧《Mr. Robot》第一季和第三季中出现。